# Martina Batini
Martina Batini (Pisa, 17 aprile 1989) è una schermitrice italiana, specializzata nel fioretto, a livello individuale campionessa europea nel 2023 e due volte campionessa italiana (2014 e 2017), mentre con la squadra nazionale tre volte campionessa (2014, 2015, 2017) sia del mondo che europea.

## Biografia
Al suo primo campionato europeo a Strasburgo nel 2014 vince la medaglia d'argento perdendo in finale per 15-5 nella gara individuale di fioretto con la connazionale Elisa Di Francisca. Nello stesso europeo vince la medaglia d'oro nella gara a squadre.
Il 19 luglio 2014 vince la medaglia d'argento individuale ai mondiali di Kazan' dopo aver perso la finale per l'oro con l'altra italiana Arianna Errigo per 15-7.
Il 22 luglio nella stessa competizione vince la medaglia d'oro a squadre. Vince la medaglia d'oro nel Fioretto a squadre anche ai Mondiali di Mosca 2015. Vince la medaglia d'argento ai Mondiali di scherma di Rio ad aprile 2016 nella gara a squadre del fioretto.
Nel 2017 vince nelle gare a squadre di fioretto sia l'oro agli europei a giugno di Tiblisi e sia l'oro al mondiale di luglio a Lipsia.
Il 29 luglio 2021 vince la medaglia di bronzo all'Olimpiade di Tokyo nella gara olimpica di Fioretto a squadre insieme ad Arianna Errigo, Alice Volpi ed Erica Cipressa.
Si è laureata in ingegneria gestionale a Pisa.
Il 16 Giugno 2023 vince la Medaglia d'Oro agli Europei di Scherma di Plovdiv vincendo nella finale individuale continentale per 9 a 6 contro la connazionale la fiorettista Martina Favaretto.Ai Giochi Europei di Cracovia 2023 il 28 Giugno vince la medaglia d'Oro, in Finale Italia 45 - Francia 40, nel Fioretto a squadre insieme alle altre fiorettiste Francesca Palumbo, Martina Favaretto e Alice Volpi.

## Palmarès

### Risultati élite
In carriera ha ottenuto i seguenti risultati:
Giochi olimpici
Individuale
A squadre
- Bronzo nel fioretto a Tokyo 2020

Mondiali
Individuale
- Argento nel fioretto a Kazan' 2014

A squadre
- Oro nel fioretto a Kazan' 2014
- Oro nel fioretto a Mosca 2015
- Oro nel fioretto a Lipsia 2017
- Argento nel fioretto a Rio 2016

Mondiali militari
Individuale
A squadre
- Oro nel fioretto ad Acireale 2017

Europei
Individuale
- Oro nel fioretto a Plovdiv 2023
- Argento nel fioretto a Strasburgo 2014
- Bronzo nel fioretto a Genova 2025

A squadre
- Oro nel fioretto a Strasburgo 2014
- Oro nel fioretto a Montreux 2015
- Oro nel fioretto a Tbilisi 2017
- Oro nel fioretto a Genova 2025
- Argento nel fioretto a Torun 2016

Giochi europei
Individuale
A squadre
- Oro nel fioretto a Cracovia 2023

Universiadi
Individuale
A squadre
- Oro nel fioretto a Belgrado' 2009
- Argento nel fioretto a Kazan' 2013

Campionati italiani
Individuale
- Oro nel fioretto a Acireale 2014
- Oro nel fioretto a Gorizia 2017
- Argento nel fioretto a La Spezia 2023

A squadre
- Oro nel fioretto a Jesi 2008
- Oro nel fioretto a Livorno 2011
- Oro nel fioretto a Roma 2016
- Oro nel fioretto a Palermo 2019
- Oro nel fioretto a Cassino 2021
- Oro nel fioretto a La Spezia 2023
- Argento nel fioretto a Trieste 2013
- Argento nel fioretto ad Courmayeur 2022
- Bronzo nel fioretto a Tivoli 2009
- Bronzo nel fioretto a Acireale 2014
- Bronzo nel fioretto a Torino 2015

### Risultati giovani
Mondiali giovani
Individuale
- Bronzo nel fioretto a Belfast 2009

A squadre
- Oro nel fioretto a Taebaek 2006
- Argento nel fioretto a Belek 2007
- Argento nel fioretto a Belfast 2009

Europei under-23
Individuale
- Oro nel fioretto a Debrecen 2009
- Bronzo nel fioretto a Danzica 2010

A squadre
Europei giovani
Individuale
- Oro nel fioretto ad Amsterdam 2008

A squadre
- Argento nel fioretto a Poznań 2006
- Argento nel fioretto a Praga 2007
- Bronzo nel fioretto ad Amsterdam 2008